# Hammarby IP
Der Hammarby idrottsplats, insbesondere bekannt als Hammarby IP oder Kanalplan, ist ein Fußballstadion in Stockholm. Es dient der Frauschaft von Hammarby IF sowie Hammarby Talang FF als Austragungsort für ihre Heimspiele, zuvor wurde es von Hammarby IF auch für die Männerfußballmannschaft sowie vor Umbauten und Renovierungen von Hammarby Hockey für Eishockeyspiele und als Speedway im Motorsport genutzt.
Hammarby IP wurde ursprünglich zwischen 1912 und 1915 erbaut und in Anwesenheit des seinerzeitigen Kronprinzen Gustav V. im September 1915 eingeweiht. In den 2010er Jahren wurde der vormalige Sportplatz mit festen Tribünen an den Längsseiten des Spielfelds ausgestattet.

## Geschichte und Hintergrund
Um 1910 waren die Sportmöglichkeiten im Stockholmer Stadtteil Södermalm überschaubar, es gab nur vereinzelt Sportplätze – Erikdals IF nutzte eine Fläche im Stadtpark Erikdalslunden, es gab ein Spielfeld im Tantolunden und Reymersholms IK spielte auf der Nachbarsinsel Långholmen. 1908 hatte Hammarby IF eine Fußballmannschaft initiieren wollen, die jedoch mangels Spielfeld nicht zustande kam, und so war der Klub eine der treibenden Kräfte hinter dem Bau einer Sportanlage im Stadtviertel. Ab 1911 konkretisierte sich das Projekt, das anfangs neben den vereinseigenen Einnahmen unter anderem aus der Eisbahn mit einem Zuschuss durch den Sveriges centralförening för idrottens främjande (SCIF) und einem Darlehen der Stockholms Södra Spårvägs finanziert wurde.
Während Stockholm den Zuschlag für die Olympischen Spiele 1912 erhalten und somit der Bau des Olympiastadions Priorität hatte, wurden einerseits mit Råsunda IP, Tranebergs IP – in den beiden Stadien fanden teilweise auch Wettbewerbe der Olympischen Spiele statt – und Aspuddens IP andere Sportstätten in kürzerer Planungs- und Bauzeit errichtet und andererseits explodierten auch aufgrund des Beginns des Ersten Weltkrieges die Baukosten, so das nur durch weitere Darlehen sowie Zuschüsse des Svenska Fotbollförbundet und erneut des SCIF der Bau bis 1915 beendet werden konnte.
Bereits anderthalb Monate bevor das Stadion in Anwesenheit von Gustav V. im September 1915 mit einer Leichtathletikveranstaltung offiziell eingeweiht wurde, wurde das Fußballfeld im August beim Spiel zwischen Klara SK und IK City erstmals genutzt. Zum fortlaufenden Unterhalt suchte der den Bau finanzierende Hammarby IF eine Fußballmannschaft, mit der man gemeinsam dort antreten wollte. Mit dem Johanneshovs IF war zunächst ein Partner gefunden worden, der jedoch weitgehende Forderungen stellte, die einem Übertritt von Hammarby zu deren Klub gleichkamen. Daraufhin wurde mit dem Klara SK, der zuvor auf dem Råsunda IP seine Heimspiele ausgetragen hatte, noch im August eine Vereinbarung getroffen, die letztlich zum späteren Anschluss des Vereins an Hammarby IF führte – so lief am 1. August 1915 noch der Klara SK in der lokalen Spielserie auf, zwei Wochen später hatte die gemeinsame Mannschaft den Namen Hammarby IF angenommen. Bis 1939 bleib die Anlage Heimstadion der Fußballmannschaft, die zunächst für zuschauerträchtige Spitzenspiele und Lokalderbys teilweise auch ins Olympiastadion Stockholm auswich. So wurde auch in der Auftaktspielzeit 1924/25 der Allsvenskan zwischen beiden Spielorten gewechselt. Nachdem Hammarby IF dabei mit nur zwei Saisonsiegen direkt abgestiegen war, folgten einige Jahre im Hammarby IP, nach dem Wiederaufstieg 1939 wechselte er Klub dauerhaft ins Olympiastadion als Heimstadion. Der Hammarby IP diente bis zum letzten Spiel 1946 nur noch als Ausweichstadion und für einzelne Vorbereitungsspiele, anschließend übernahm der Johanneshovs IP diese Rolle.
Ab den 1940er Jahren nutzten die Bandy- und Eishockeymannschaften des Hammarby IF Hammarby IP für ihre Heimspiele. 1947 wurde rund um die Grasfläche eine Speedwaybahn gebaut, da den in die Viertklassigkeit abgestürzte Fußballverein finanzielle Engpässe plagten und somit der Speedwayklub Getingarna als Mieter gewonnen werden konnte.

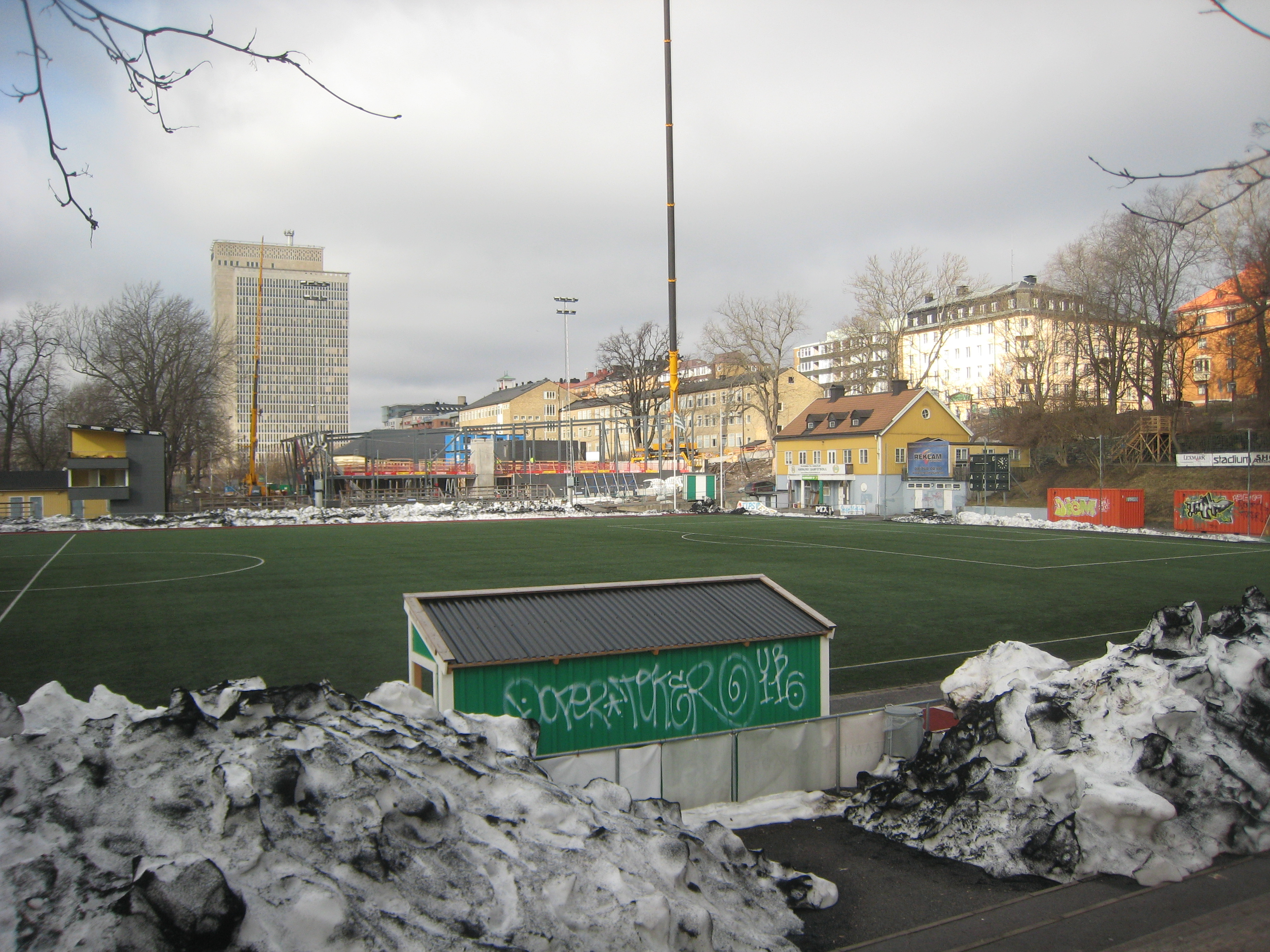
Hammarby IP vor dem Bau der Tribünen (März 2010)

1970 gründete sich das Damenteam, das spätestens ab dem folgenden Jahr im Hammarby IP Heimspiele unter anderem auch in den Meisterschaftsendrunden austrug. Später trat das Damenteam zu Spielen in der Damallsvenskan im Stadion an. Zwischenzeitlich zweitklassig musste das Damenteam nach dem Wiederaufstieg Ende 2014 kurzzeitig auf das eigentliche Bandystadion Zinkensdamms IP und die Tele2 Arena ausweichen, da Hammarby IP nicht mehr den Anforderungen der Damallsvenskan entsprach. 2018 kehrte das Damenteam in das mittlerweile umgebaute Stadion zurück. Mittlerweile nutzt Hammarby Talang FF, das 2002 gegründete Farmteam von Hammarby IF, das Stadion für seine Heimspiele in der drittklassigen Division 1.